# Em Cada Canto
Em Cada Canto é o segundo álbum de estúdio da cantora brasileira Lorena Chaves, lançado de forma independente em 2016.
O álbum é conceitual, abordando o amor como temática.

## Lançamento e recepção
| Críticas profissionais | Críticas profissionais |
| Avaliações da crítica  | Avaliações da crítica  |
| Fonte                  | Avaliação              |
| ---------------------- | ---------------------- |
| Escuta Essa            | (favorável)            |
| Apenas Música          | (favorável)            |
| Super Gospel           | [ 4 ]                  |

Em Cada Canto foi lançado em junho de 2016 e recebeu críticas favoráveis da mídia especializada. O Escuta Essa definiu o álbum como "divertido, inocente e com um conceito", com a observação de que o projeto "possui uma capacidade incrível de transportar o ouvinte a um lugar tranquilo, pacato, distante, tudo isso com a ajuda de seus poucos – e bem aproveitados – elementos". A crítica do Apenas Música destacou o aspecto romântico do álbum, com comparações ao trabalho de Mahmundi. Já a avaliação do Super Gospel envolveu comparações à fase pop da cantora Rita Lee e foi considerado "um dos discos mais quentes e vibrantes da década".
Em 2019, foi eleito pelo Super Gospel o 33º melhor álbum da década de 2010.

## Faixas
Todas as faixas de autoria de Lorena Chaves, exceto onde indicado
| N.º | Título                 | Compositor(es)   | Duração |  |
| 1.  | "Tracejo"              | Lorena Chaves    | 3:39    |  |
| 2.  | "Alma Na Gangorra"     | Lorena Chaves    | 2:57    |  |
| 3.  | "Amanheceu"            | Lorena Chaves    | 2:56    |  |
| 4.  | "Envelhecer Com Você"  | Lorena Chaves    | 3:39    |  |
| 5.  | "Em Cada Canto"        | Lorena Chaves    | 3:15    |  |
| 6.  | "Por Onde For"         | Lorena Chaves    | 3:46    |  |
| 7.  | "De Platão Pra Neruda" | Cláudio Sant'Ana | 3:31    |  |
| 8.  | "True Blue"            | Lorena Chaves    | 3:50    |  |
| 9.  | "Lugar Sem Fim"        | Lorena Chaves    | 3:33    |  |